# Biblioteca di storia contemporanea Alfredo Oriani
La biblioteca di storia contemporanea Alfredo Oriani è una storica biblioteca sita nella città di Ravenna.

## Storia
Il 14 aprile 1927 venne istituito (regio decreto-legge n. 721) l'«Ente Casa di Oriani», allo scopo di perpetuare la memoria dello scrittore faentino Alfredo Oriani (1852-1909). Il cuore dell'ente fu la Biblioteca di Storia contemporanea, fondata a Ravenna. Intitolata a Benito Mussolini, si occupò di archiviare e conservare tutto quello che veniva pubblicato sul fondatore del fascismo. Così, tra il 1927 e il 1943, la biblioteca raccolse circa 20.000 volumi.
Nel 1936 la biblioteca fu trasferita nella nuova sede di via Corrado Ricci (nel centro storico di Ravenna), presso il luogo in cui sorgeva un tempo Casa Rizzetti. La costruzione dell'edificio fu commissionata a Giulio Ulisse Arata.
Nel dopoguerra la biblioteca è stata intitolata ad Alfredo Oriani; a partire da allora la raccolta delle opere ha riguardato tutti gli aspetti della storia contemporanea. La collezione mussoliniana è andata a costituire un fondo della biblioteca.  
Dal 1970 sono aumentati i finanziamenti da parte dello Stato, permettendo così un incremento dei volumi annualmente acquistati e degli spazi dedicati alla lettura e alla consultazione.
Nel 2003, in seguito al decreto legislativo n. 419 del 29 ottobre 1999, l'ente è diventato una fondazione.

## Patrimonio
La biblioteca, specializzata in storia contemporanea, accoglie anche libri attinenti a politica, economia e scienze sociali. In totale, il patrimonio librario ammonta a circa 170.000 volumi, 1000 manoscritti, 1200 periodici e 700 documenti audiovisivi.

### Fondi speciali
- Archivio del Partito comunista italiano di Ravenna, del periodo 1920-1970;
- Fondo Alfredo Oriani, 630 volumi e 30 manoscritti;
- Fondo Centro studi storici e politici del Partito repubblicano dell'Emilia-Romagna "Bruno Nediani", circa 4500 volumi pubblicati dalla metà del XIX secolo in poi;
- Fondo Dalla Valle, fotografie della Gioventù italiana del littorio;
- Fondo Donna, circa 1000 pubblicazioni storiche riguardanti la condizione femminile;
- Fondo Mussolini, circa 20.000 volumi riguardanti la politica fascista;
- Fondo Olindo Guerrini, circa 300 volumi, 100 manoscritti, e il carteggio dell'omonimo scrittore romagnolo;
- Fondo Resistenza, circa 1500 pubblicati dal secondo dopoguerra.